# Cayaponia peruviana
Cayaponia peruviana là một loài thực vật có hoa trong họ Cucurbitaceae. Loài này được (Poepp. & Endl.) Cogn. mô tả khoa học đầu tiên năm 1881.